# Elbebrücke Vockerode
Die  Elbebrücke Vockerode  ist Teil der Autobahn 9 und überspannt östlich von Dessau bei Vockerode die Elbe und das eingedeichte Vorland. Die 654 m lange Balkenbrücke wurde erstmals zwischen den Jahren 1937 und 1938 als Abschnitt der Reichsautobahn Berlin–Leipzig errichtet. Im Rahmen des sechsstreifigen Ausbaus der BAB 9 (Verkehrsprojekt Deutsche Einheit Nr. 12) wurde die alte Brücke in den Jahren 1996 bis 2000 durch einen Neubau ersetzt.

## Brückenkonstruktion 1938 bis 1945
Die erste Konstruktion bestand aus einem Stahlüberbau mit parallelgurtigen, genieteten Vollwandträgern. Der Vorentwurf stammte vom Brückenbüro der Obersten Bauleitung der Kraftfahrbahnen in Halle. Am Ausführungsentwurf wirkte der Architekt Paul Bonatz mit, der auf Adolf Hitlers persönlichem Wunsch nach besonderer Betonung der Brückenköpfe, am nördlichen Widerlager einen 40 m hohen, natursteinverkleideten Turm mit einer Aussichtsplattform entwarf. Dieser wurde aber aufgrund von Problemen bei Beschaffung des Meißner Granits nicht fertiggestellt. Der Turm sollte zusammen mit den Vorhöfen den Autofahrer auf das große Bauwerk hinweisen. In dem von Paul Bonatz und Fritz Leonhardt 1951 veröffentlichten Buch Brücken wurde der Turmstumpf im Luftbild wegretuschiert. Die ohne Steinverkleidung 4,25 Millionen Reichsmark teure Brücke wurde zwischen Juli 1937 und Oktober 1938 errichtet.
Die Brücke war 22,3 m breit und hatte eine Konstruktionshöhe von 4,0 m bzw. 4,6 m an den Widerlagern, welche linear auf 6,0 m in Brückenmitte zunahm. Die Gesamtstützweite betrug 654,24 m und setzte sich zusammen aus acht Feldern mit Stützweiten von 55,68 m – 69,60 m – 75,56 m – 90,48 m – 125,48 m – 90,48 m – 75,56 m – 69,60 m. Die beiden Hauptträger waren in einem Abstand von 14,0 m angeordnet, deren Gurte waren bis zu 1000 mm breit und bestanden im Bereich der Strompfeiler aus neun vernieteten Gurtplatten, je 18 mm dick. Die Pfeiler und Widerlager wurden in zirka 4 m Tiefe unter Gelände auf Sand und Kies flachgegründet. In Brückenmitte existierte ein Gehweg, der über Treppenhäuser in den Widerlagern zugänglich war. Ende des Zweiten Weltkrieges wurde die Brücke, welche zuvor schon stark durch Bomben beschädigt worden war, gesprengt, wobei das Hauptfeld sowie drei benachbarte Seitenfelder herabstürzten.

## Brückenkonstruktion 1945 bis 2000
Die Brücke hatte zunächst mit einer Fahrbahnbreite von 7,5 m und fünf zusätzlichen Hilfspfeilern einen langjährigen Behelfszustand, bevor die vier zerstörten Brückenfelder durch einen Neubau in den Jahren 1967 bis 1972 ersetzt wurden. Der 362 m lange Neubauabschnitt bestand aus zwei einzelligen, unten 3,3 m breiten Stahlhohlkästen. Die Stützweiten und Gesamtbreite blieben unverändert gegenüber der Vorkriegskonstruktion.
Zu DDR-Zeiten war an der Nordseite des Turms die Leuchtreklame „Plaste und Elaste aus Schkopau“ der Buna-Werke so angebracht, dass aus Richtung Berlin kommende Fahrer sie lesen konnten. Die Installation ist heute Teil der Sammlung des Deutschen Historischen Museums.

## Brückenkonstruktion ab 2000

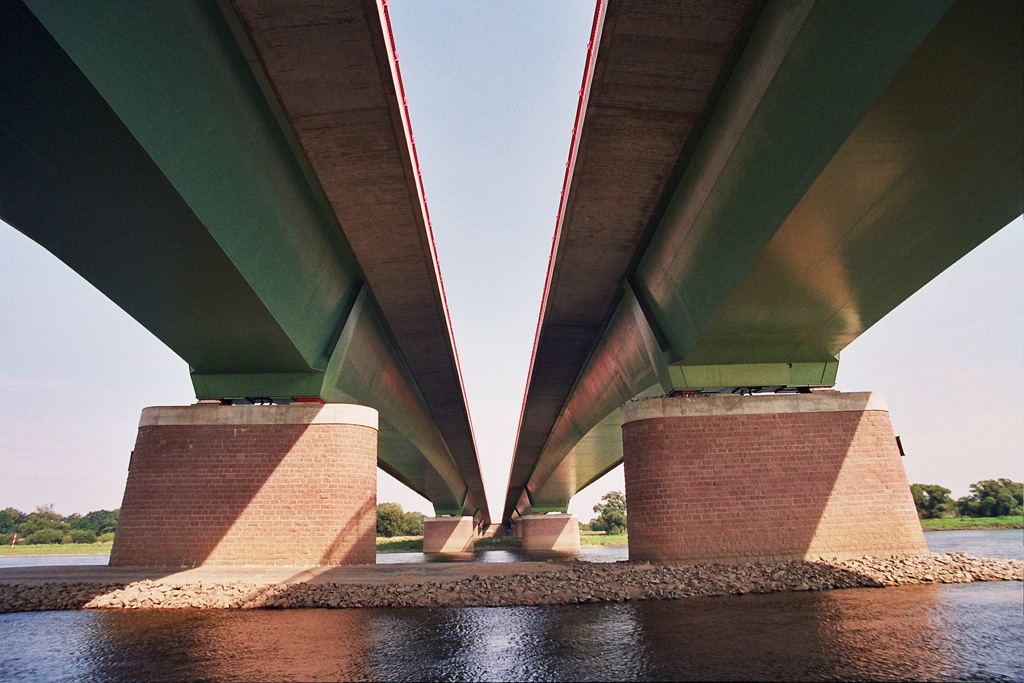
Brückenuntersicht

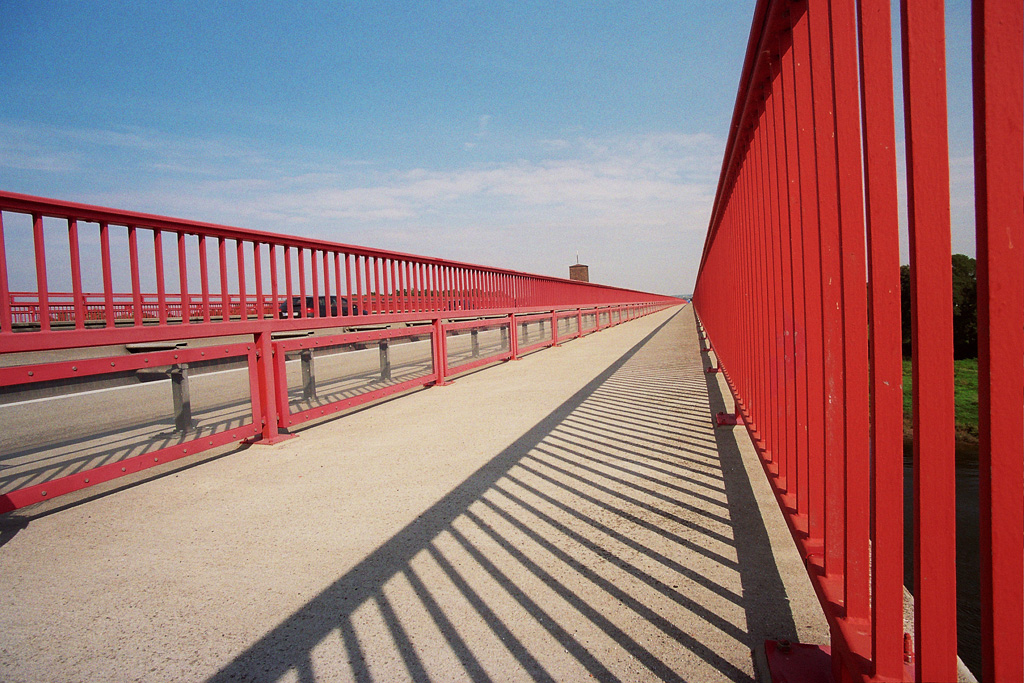
Fuß- und Radweg auf östlichem Überbau

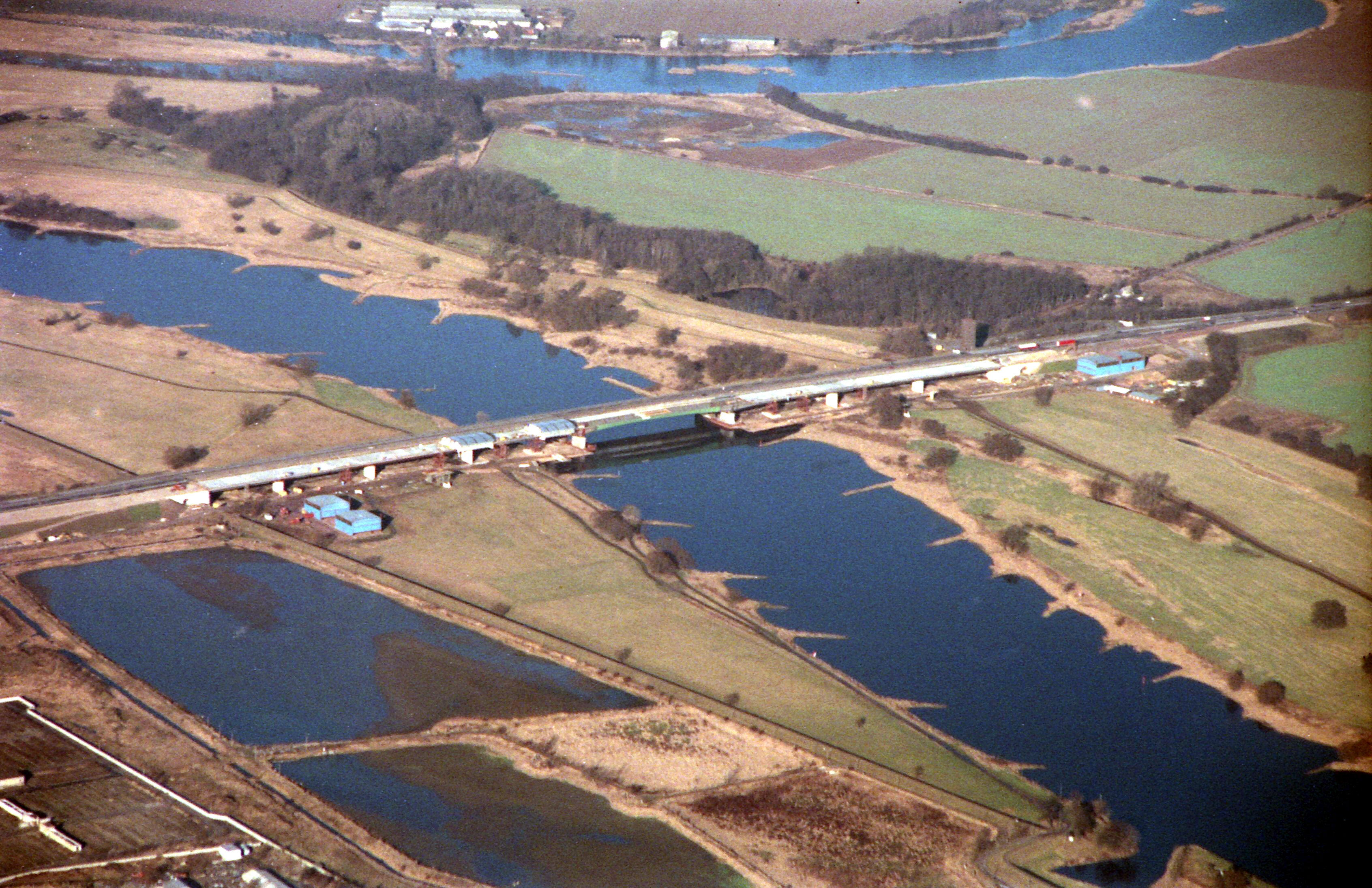
Neubau 1998

Der Neubau wurde 1996 begonnen. Er ersetzte den alten Überbau durch zwei gleich lange parallele Überbauten, die im lichten Abstand von 6,60 m angeordnet sind. Die Verbreiterung des Bauwerks erfolgte auf der Ostseite. Dadurch konnten die denkmalgeschützten, mit Naturstein verkleideten Widerlager und der Rest des Aussichtsturms bestehen bleiben.
Die Stahlverbundkonstruktionen sind für je drei Fahrstreifen und einen Standstreifen ausgelegt. Der östliche Überbau ist mit 21 m um 2,5 m breiter als der westliche, da er zusätzlich noch einen Fuß- und Radweg hat. Als Mindestdurchfahrtsbreite waren auf der Elbe 80 m und als Mindestdurchfahrtshöhe beim höchsten schiffbaren Wasserstand 6,5 m einzuhalten. Das Bauwerk war im Jahr 2000 fertiggestellt, die Baukosten betrugen ungefähr 72 Millionen DM.

### Gründung und Unterbauten
Die Pfeiler und Widerlager sind in ungefähr 4 m Tiefe auf Sand- und Kiesschichten flach gegründet. Dabei wurden für den westlichen Brückenteil die vorhandenen Fundamente der alten Brücke wieder verwendet.
Die beiden Überbauten haben jeweils sieben eigene Pfeilerscheiben mit Vollquerschnitten und Natursteinverkleidung aus Meißener Granit. Im Vorlandbereich sind diese 2,2 m stark und 12,2 m bzw. 9,6 m lang, bei den Strompfeilern beträgt die Dicke 3,5 m. Die denkmalgeschützten Widerlager blieben weitestgehend erhalten und wurden verlängert.

### Überbauten
Die Hauptträger der beiden Überbauten der Stahlverbundbrücke bestehen aus unten 8,2 m bzw. 6,0 m breiten  Stahltrögen, die aufgrund unterschiedlicher Konstruktionshöhen variable Stegneigungen haben. Die Hauptträger sind durch Kopfbolzendübel mit der Stahlbetonfahrbahnplatte verbunden. Die Fahrbahnplatte ist 18,5 m bzw. 21,0 m breit, in Querrichtung vorgespannt und bei einer gevouteten Querschnittshöhe über den Hauptträgerstegen maximal 50 cm dick. In Längsrichtung sind die Überbauten gevoutet ausgebildet. Die Konstruktionshöhe beträgt über den beiden Strompfeilern maximal 6,0 m, in Flussmitte 3,5 m. In den Randfeldern ist die Bauhöhe mit 3,5 m konstant. Die Stützweiten der achtfeldrigen Überbauten entsprechen der ersten Brückenkonstruktion aus dem Jahr 1938. Festpunkt der Überbauten ist der mittlere Strompfeiler.

### Bauausführung
Während der Bauzeit mussten immer vier Fahrspuren benutzbar sein. Dies führte zu folgendem Bauablauf. Zuerst wurde der östliche Brückenteil neben der alten Brücke hergestellt. Anschließend wurde der Verkehr über diesen geleitet. Danach wurde der alte Überbau mit 6500 t Stahl demontiert sowie die zugehörigen Pfeiler abgebrochen und anschließend der westliche Brückenteil errichtet. Die Montage der Stahltröge erfolgte im Vorlandbereich mit Autokränen. Der Brückenabschnitt des Stromfeldes wurde in der Roßlauer Schiffswerft zusammengeschweißt, mit einem Ponton zur Brückenbaustelle transportiert und mit Litzenhebern eingehoben. Die Stahlbetonfahrbahnplatte wurde mit einem Schalwagen abschnittsweise hergestellt, wobei zuerst die Fahrbahnplatte in den Feldmitten hergestellt wurde und anschließend die Lücken über den Stützbereichen.